# Cémoi
Cet article concerne la chocolaterie. Pour l'entreprise agroalimentaire, voir Groupe Cémoi.
Cémoi était une chocolaterie française créée en 1922 dans la rue Ampère à Grenoble par Félix Cartier-Millon.
L'entreprise a été liquidée en 1973 et les droits à la marque ont été repris en 1981 par Cantalou.

## Historique

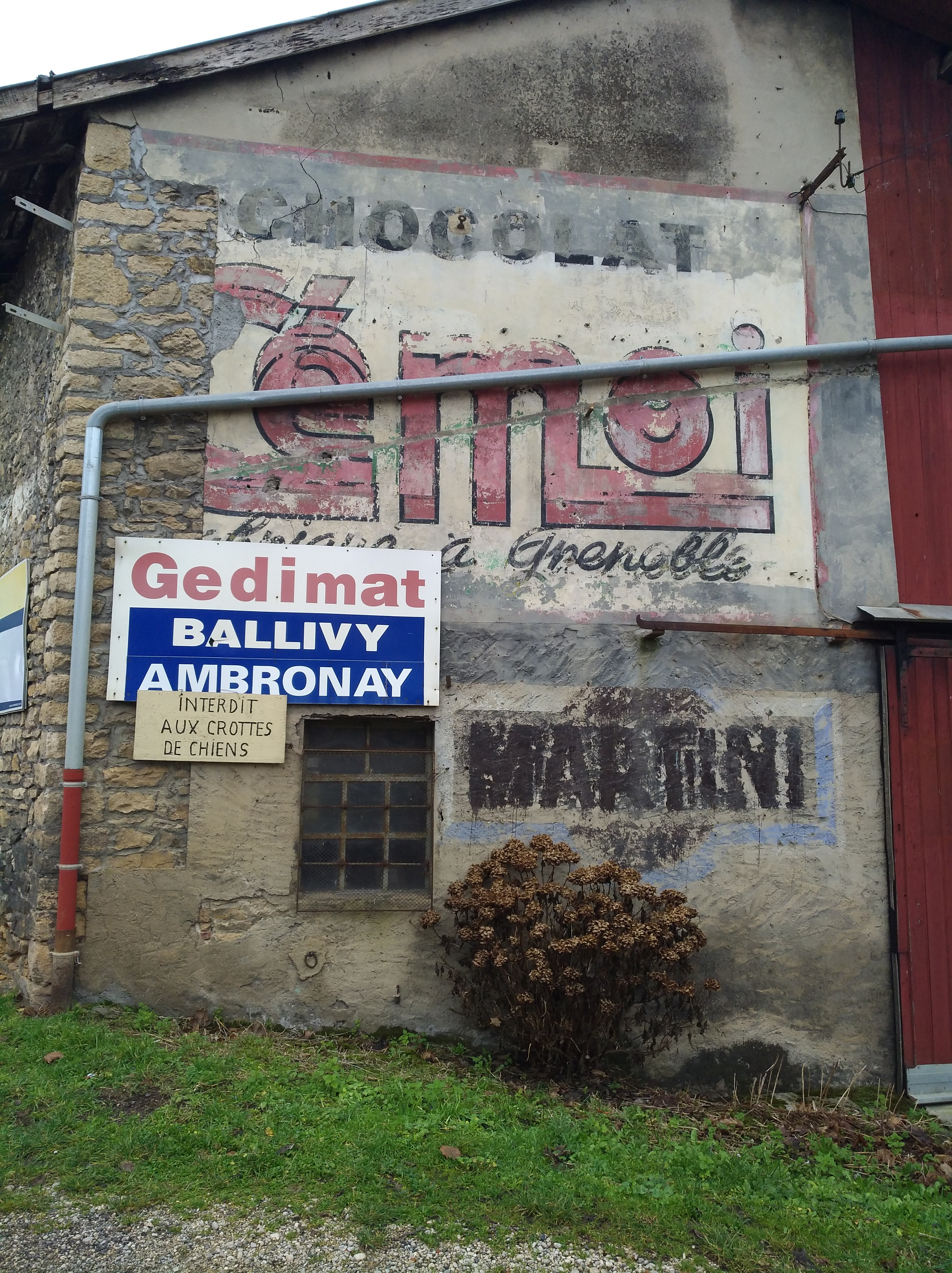
Ancienne publicité Cémoi à Ambronay (Ain).

La chocolaterie Cémoi est créée en 1922 à Grenoble par Félix Cartier Millon,. Elle succède à la « Chocolaterie des Dauphins », alors dans une situation financière délicate.
Le nom Cémoi fut utilisé pour le chocolat, Cénous pour les bonbons et confitures, et enfin Matina pour le petit déjeuner.
En 1955, Cémoi est l'une des quatre grandes marques françaises du secteur avec Chocolat Poulain, Chocolat Suchard et Lanvin, l'entreprise fabrique 4 000 tonnes de chocolat et emploie environ 500 salariés.
Pierre Cartier-Millon, le fils de Félix, et ses propres fils reprennent ensuite en main l'entreprise.
À la suite de la montée du cours de cacao, l’entreprise dépose le bilan en 1970. Elle a été rachetée deux ans plus tard par un groupe américain, qui l'a cédée en septembre 1973 à Gaston Maulin. La chocolaterie a été déclarée en liquidation judiciaire le 21 juillet 1976.

## Reconversion du site

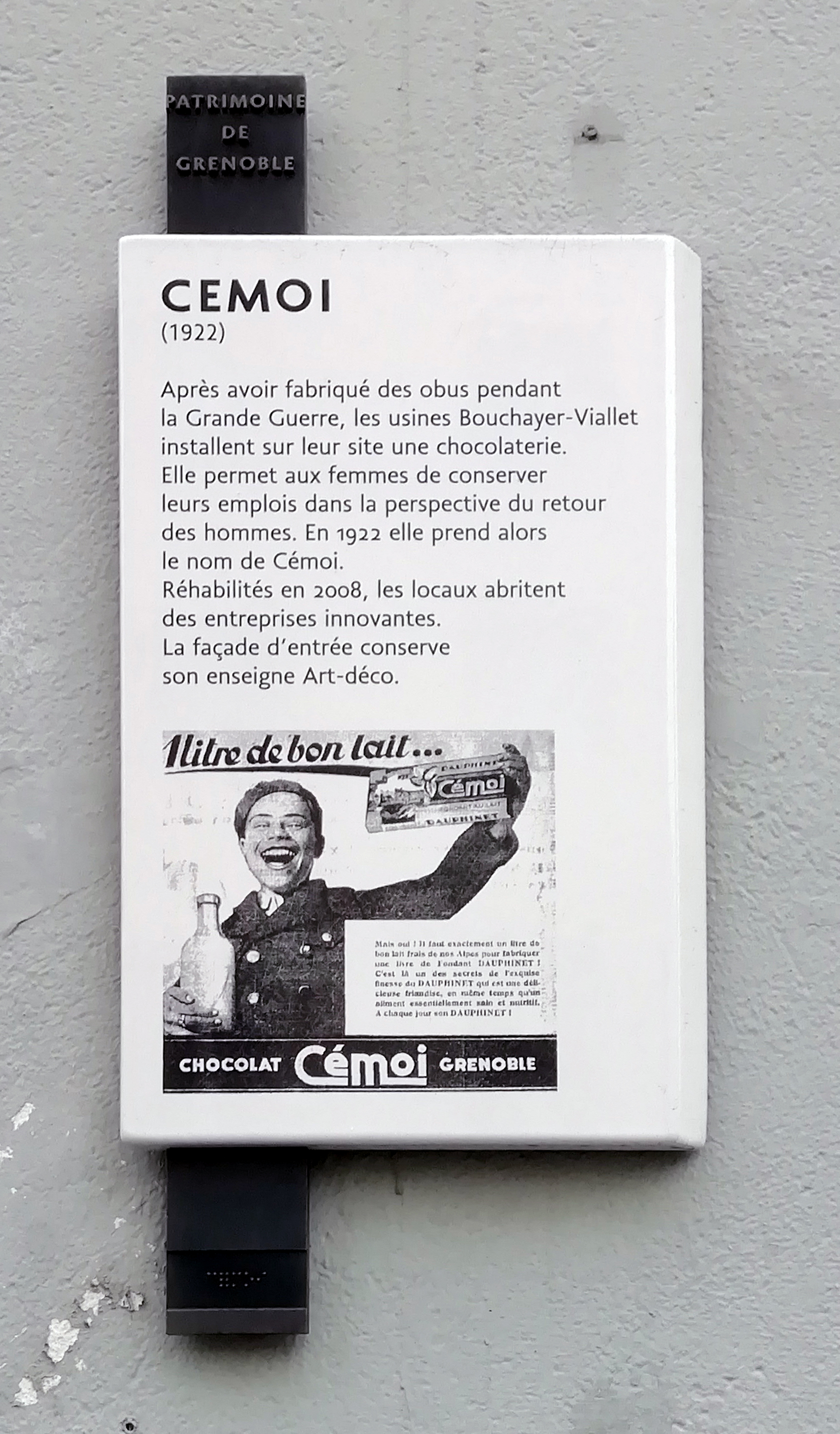
Plaque Cémoi du Patrimoine de Grenoble.

Le site industriel a été racheté en 1979 par la ville de Grenoble, puis réhabilité par la Métropole de Grenoble qui l'a transformé en hôtel d'activité abritant les bureaux de petites entreprises autour du numérique. Le nom de "Cémoi" est ainsi resté bien que le site n'ait plus de lien avec l'entreprise d'origine. La requalification du site Cémoi s'intègre dans le travail d'urbanisme plus large effectué sur l'ancien quartier industriel de Bouchayer-Viallet.

## Reprise de la marque
En 1981, Georges Poirrier rebaptise la chocolaterie Cantalou - qu'il rachète en 1962 - en Cémoi. La marque est utilisée depuis 1989 pour l'ensemble de la production. Le groupe Cémoi possède aujourd'hui 15 usines, 4 entrepôts et 3 bureaux commerciaux dans le monde.